# Rivière du Calumet Est
Rivière du Calumet Est är ett vattendrag i Kanada.   Det ligger i provinsen Québec, i den sydöstra delen av landet, 90 km öster om huvudstaden Ottawa.
I omgivningarna runt Rivière du Calumet Est växer i huvudsak lövfällande lövskog. Runt Rivière du Calumet Est är det mycket glesbefolkat, med 7 invånare per kvadratkilometer.